# Thomas Schmitz-Rode
Thomas Schmitz-Rode (* 12. Februar 1958 in Langenfeld/Rheinland) ist ein deutscher Radiologe, Maschinenbauingenieur, Hochschullehrer und Wissenschaftler der kardiovaskulären Medizintechnik.

## Leben
Nach dem Abitur 1976 am Konrad-Adenauer-Gymnasium in Langenfeld absolvierte Schmitz-Rode ein Maschinenbaustudium an der RWTH Aachen, das er 1982 als Diplomingenieur mit einer Diplomarbeit am Helmholtz-Institut für Biomedizinische Technik in der Arbeitsgruppe von Helmut Reul abschloss. Darauf war er 1982–1983 als Zivildienstleistender im alten Klinikum Aachen Goethestraße in der Pflege in den Kliniken für Chirurgie und Herzchirurgie tätig. Von 1983 bis 1988 studierte Schmitz-Rode Humanmedizin an der RWTH Aachen und arbeitete von 1984 bis 1986 als Konstruktionsingenieur in Teilzeit bei der Symbion GmbH Aachen, die einen portablen Antrieb für ein Herzunterstützungssystem entwickelte. Die Promotion erfolgte 1989 mit dem Thema Durchströmung von Standard-Aortenklappenprothesen in pathologischen Aortengeometrien, wiederum am Helmholtz-Institut, unter der Betreuung von Helmut Reul. Ab 1989 war Schmitz-Rode als Assistenzarzt, Oberarzt und schließlich als Leitender Oberarzt an der Klinik für Radiologische Diagnostik des Universitätsklinikums Aachen (Direktor: Rolf W. Günther) tätig. Im Jahr 1992 führte er als Research Fellow am Dotter Interventional Institute and Research Laboratory der Oregon Health & Sciences University, Portland, OR, USA, mehrere tierexperimentelle Studien durch. 1994 erfolgte die Facharztanerkennung für das Fach Radiologische Diagnostik und 1996 die Habilitation mit dem Thema Interventionelle Therapie der massiven Lungenembolie. Nach Erhalt einer außerplanmäßigen Professur in der Radiologischen Diagnostik im Jahr 1999 wurde Schmitz-Rode im Jahr 2003 auf eine C3-Professur Experimentelle Diagnostische und Interventionelle Radiologie an der Medizinischen Fakultät der RWTH Aachen berufen. Ende 2004 erhielt er den Ruf auf eine C4-Professor für Angewandte Medizintechnik der Medizinischen Fakultät, verbunden mit der Leitung des gleichnamigen Instituts im Helmholtz-Institut der RWTH Aachen.
Thomas Schmitz-Rode ist verheiratet mit der Frauenärztin Andrea Schmitz-Rode und hat zwei Töchter.

## Wirken
Thomas Schmitz-Rode ist seit 2005 Lehrstuhlinhaber und Direktor des Instituts für Angewandte Medizintechnik der Medizinischen Fakultät im Helmholtz-Institut der RWTH Aachen. Zuvor war als Leiter des Lehr- und Forschungsgebietes „Experimentelle Diagnostische und Interventionelle Radiologie“ im Universitätsklinikum Aachen tätig. Voraus ging eine klinisch-radiologische Tätigkeit seit 1989.
Wissenschaftliche Schwerpunkte von Thomas Schmitz-Rode sind die Erforschung und Entwicklung von kardiovaskulären Implantaten und Unterstützungssystemen sowie deren bildgeführte minimal-invasive Implantation. Beispiele für eigene Entwicklungen sind Thrombektomie-Systeme, u. a. zur Behandlung der Lungenembolie, vaskuläre und intratubare Okkluder und ein Kohlendioxid-Angiografie-Injektorsystem. Ferner wirkte er mit an Entwicklungen zu implantierbaren telemetrischen Druckmesssystemen, Blutpumpen zur Herzunterstützung, Kunstherz und Herzklappen- und Kalzifizierungs-Testsystemen, Bioreaktoren für tissue-engineerte Herz- und Gefäßprothesen, der Biofunktionalisierung von Stents und langzeit-biokompatiblen Oxygenatormembranen.
Thomas Schmitz-Rode ist Erfinder und Erstbeschreiber der „ECP – Expandable Catheter Pump“, einem katheterbasierten Herzunterstützungssystem, das mit einem geringen Einführungsdurchmesser von 9F (3mm) sehr schonend über eine arterielle Leistenpunktion durch die Aorta in der linken Herzkammer platziert wird. Dort wird das Pumpengehäuse zusammen mit einem entfaltbaren Impeller auf einen Arbeitsdurchmesser von 6 mm vergrößert, wodurch eine hohe Pumpleistung ermöglicht wird. Die Wirksamkeit der entfaltbaren Katheter-Herzpumpe konnten Schmitz-Rode et al. in einer experimentellen in-vivo-Studie demonstrieren. Das Konzept wurde von Abiomed Europe GmbH, Aachen, bis zur Marktreife weiterentwickelt und befindet sich zurzeit als „kleinste Herzpumpe der Welt“ in einer klinischen Studie in den USA.
Thomas Schmitz-Rode war Koordinator der Etablierung eines fakultätsübergreifenden englischsprachigen Masterstudienganges „Biomedical Engineering“ und bis 2010 Vorsitzender des zugehörigen Prüfungsausschusses. Er war Koordinator und Sprecher des i3tm-Projekthauses „Integrated Interdisciplinary Institute of Technology in Medicine“ als DFG-Fördermaßnahme (2013–2017) im Rahmen der Exzellenzinitiative. In einer laufenden DFG-geförderten Initiative ist er Sprecher des DFG Paketantragsvorhabens PAK 961 „Biohybrid Implant Maturation“.
Als Clusterleiter des Clusters Biomedizintechnik der RWTH Campus-Initiative hat Thomas Schmitz-Rode den Kauf des Medizintechnischen Zentrums (MTZ) durch das Universitätsklinikum Aachen und die Reinvestition des Erlöses durch die Stadt Aachen in die Errichtung des Zentrums für Bio-Medizintechnik (ZBMT) begleitet.  Unter Mitwirkung von Fabian Kiessling war er Koordinator der Antrags- und Implementierungsphase des Forschungsgebäudes (Art. 91b GG) „Center for Biohybrid Medical Systems“, das ebenfalls Bestandteil des Clusters ist.

## Ehrungen
- 1996: Wilhelm-Conrad-Röntgen-Preis der Deutschen Röntgengesellschaft[31]
- 1996: Heinz-Meise-Preis der Deutschen Herzstiftung[32]
- 1998: Schering Prize, Cardiovascular Interventional Radiological Society of Europe[33]
- 2000: Förderpreis Intensivmedizin der Fresenius Stiftung, Deutsche Interdisziplinäre[34] Vereinigung für Intensiv- und Notfallmedizin (DIVI)
- 2004: Erfinderpreis in Gold der Deutschen Röntgengesellschaft[35]
- 2007: Aufnahme als Mitglied des Themennetzwerks Gesundheitstechnologien in die Deutsche Akademie für Technikwissenschaften (acatech)[36]
- 2015: Röntgenvorlesung, 96. Deutscher Röntgenkongress[37]
- 2023: Aufnahme als Mitglied der Sektion Technikwissenschaften in die Nationale Akademie der Wissenschaften Leopoldina

## Ehrenämter
- seit 2017: Mitglied des Fachbeirats des Forschungsverbundes Gesundheitstechnologien der Leibniz-Gemeinschaft[38]
- 2008–2010: Sprecher des Themennetzwerks Gesundheitstechnologie der Deutschen Akademie für Technikwissenschaften (acatech), Mitglied des Steuerkreises des Themennetzwerks seit 2007 bis jetzt[39][40]
- 2007–2022: Mitglied des Vorstandes der Deutschen Gesellschaft für Biomedizinische Technik (DGBMT),[41] 2010–2013 Vorstandsvorsitzender, 2013–2019 stellv. Vorstandsvorsitzender
- 2013–2023: Mitglied der Arbeitsgruppen des Wissenschaftsrates zur Evaluierung der Universitätsmedizin (Mannheim,[42] Dresden/Leipzig,[43] Mainz[44], Lübeck/Kiel[45])
- 2011–2014: Mitglied des Lenkungskreises des Nationalen Strategieprozesses Medizintechnik von BMBF, BMG und BMWi[46]
- 2000–2013: Vorsitzender des BMBF-geförderten Aachener Kompetenzzentrum Medizintechnik (AKM)[47] und des AKM e. V.[48]
- 2008–2012: Mitglied des Fachkollegiums Medizin der Deutschen Forschungsgemeinschaft und stellv. Sprecher des Interdisziplinären Fachkollegiums Medizintechnik der DFG[49]
- 2009–2011: Vorsitzender des Medizintechnischen Ausschusses des Gesundheitsforschungsrates des BMBF[50]
- seit 2007: Clusterleiter des Clusters Biomedizintechnik der RWTH Campus-Initiative[51]